# نجيب منصور حميد العوج
د.نجيب منصور حميد العوج (و. 1968  م) هو سياسي يمني، ولد في إب، عين وزيراً للإتصالات وتقنية المعلومات في 18 ديسمبر 2020، في حكومة معين عبد الملك الثانية.
توفي العوج صباح يوم الثلاثاء 12 ديسمبر 2023م أثر وعكة صحية آلمت به في احدى مشافي دولة الإمارات.

## مناصب واهم الأعمال الذي شغلها
- وزير التخطيط والتعاون الدولي (27 نوفمبر 2018–18 ديسمبر 2020)[1]
- محافظ اليمن لدى البنك الدولي [2]
- محافظ اليمن لدى الصندوق العربي [2]
- محافظ البنك الإسلامي للتنمية [2]
- عضو المجلس الاقتصادي الاعلى[2]
- عضو اللجنة العليا لتسويق النفط الخام[2]
- المدير التنفيذي لشركة النفط اليمنية (2015 - 2018)[3]
- المدير التنفيذي لشركة مصافي عدن(2010 - 2015)[4]
- نائب المدير التنفيذي للشركة اليمنية للغاز(2003 - 2010)[2]
- نائب رئيس الاتحاد اليمني لكرة القدم سابقاً.

## المؤهلات العلمية
- دكتوراه في الهندسة (جامعة موسكو)
- ماجستير في الاقتصاد الهندسي (جامعة موسكو)
- بكالوريوس في هندسة المنشآت التعدينية (جامعة موسكو)

| المناصب السياسية      | المناصب السياسية                                              | المناصب السياسية |
| --------------------- | ------------------------------------------------------------- | ---------------- |
| سبقه                  | وزير الإتصالات وتقنية المعلومات ‏ 18 ديسمبر 2020 -             | تبعه             |
| سبقه محمد سعيد السعدي | وزير التخطيط والتعاون الدولي ‏ 27 نوفمبر 2018 - 18 ديسمبر 2020 | تبعه واعد باذيب  |